# بيث كيلر
بيث كيلر (بالإنجليزية: Beth Keller)‏ (25 يونيو 1978 في الولايات المتحدة - ) هي لاعبة كرة قدم أمريكية في مركز الهجوم. شاركت مع منتخب الولايات المتحدة لكرة القدم للسيدات. أما مع النوادي، فقد لعبت مع فيلادلفيا تشارج ‏ وCarolina Courage ‏ وChicago Cobras ‏.